# La India de Oriente
Luisa María Hernández  (El Cobre, Santiago  de Cuba, 29 de julio de 1920 – Miami, 25 de marzo de 2006), conocida como  La India de Oriente, fue una cantante cubana que interpretaba guajiras, son cubano y son montuno principalmente.

## Bibliografía

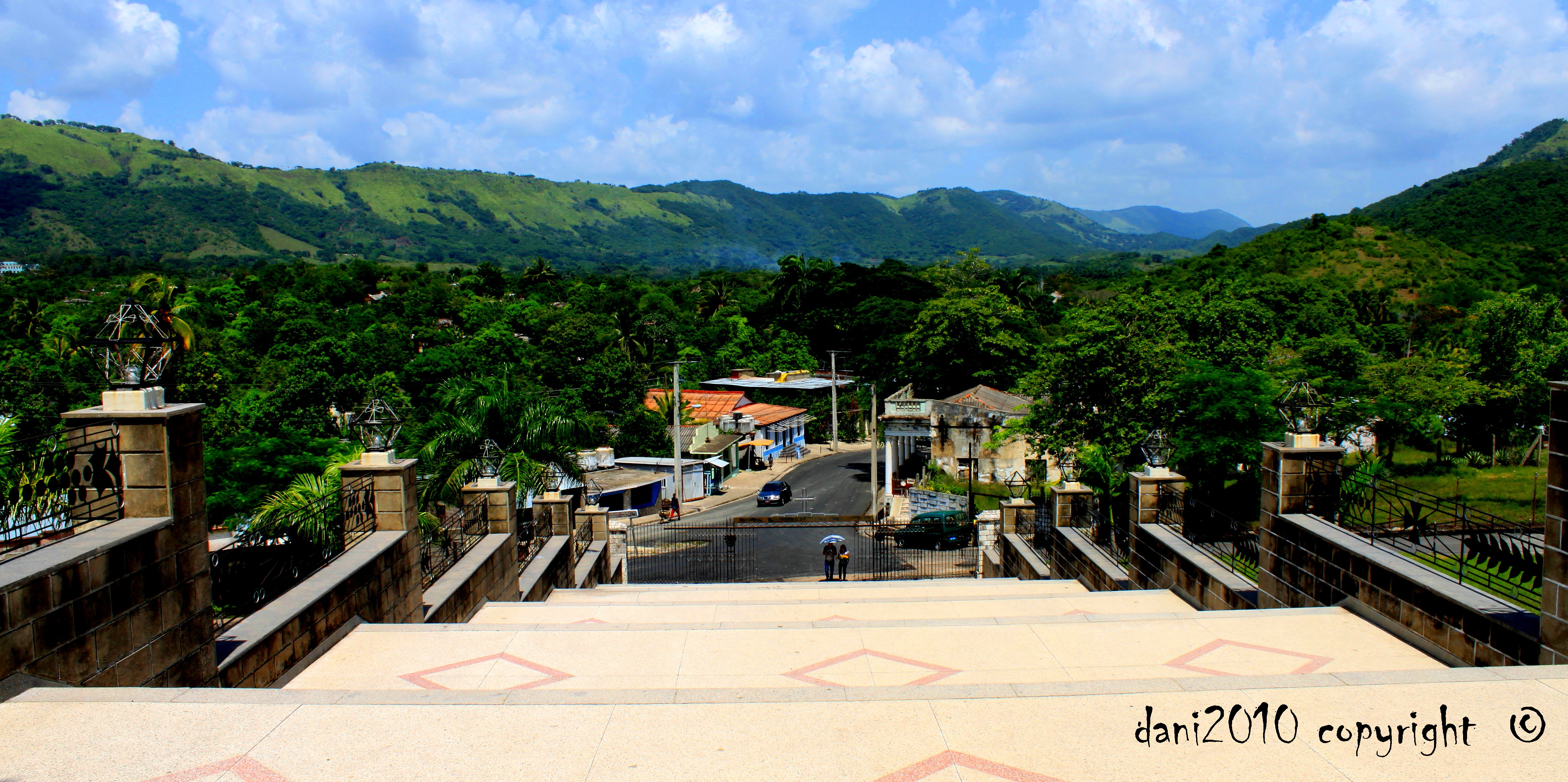
El Cobre, Santiago de Cuba.

### Inicios profesionales
En 1946 se trasladó a La Habana y debutó en la RHC (Radio Habana Cuba) Cadena Azul. 
Luego graba con  el Trío La Rosa, con ellos varias canciones, como: Soy la pecadora, El penado arrepentido, Yo Fui La Callejera, etc. 
En 1951, se abre paso en la televisión cubana.

### Salida de Cuba
En 1960 se traslada a Nueva York, y, posteriormente se estableció en Miami. 
Participó en festivales musicales en diversos países, entre ellos Colombia.
Falleció el sábado 25 de marzo de 2006 de un paro cardíaco, en Miami.

### Discografía
Décimas guajiras
¡Desde El Cobre con amor!
La India de Oriente
Buenos días África
La Reina de la Guajira
Interpretó canciones como Mentira Salomé, Pedacito de mi vida, Como se baila el son, A Bailar El Son, El Madrugador, Yo soy guajira del monte, Yo soy el punto cubano, Guajira Guantanamera, Romance guajiro, Junto a un cañaveral, Ahora seremos felices, Canto a Borinquén, El Fiel Enamorado (Monta Mi Caballo), Canción de la serranía, Al Vaivén De Mi Carreta, Allá en el Batey, Gran sonera cubana, entre otras.
Décimas de la versión de Guajira Guantanamera de la India:
| Dijeron a Juan Ramón, en la finca La Guayaba, que su novia lo engañaba, con Modesto el del cuartón. Juan Ramón dijo Asunción, mala traidora mezquina, me han dicho Pedro y Joaquina, que me engañas con Modesto, y juro que todo esto, esta noche se termina. |  |  | Ella dijo a dónde vas, y respondió el mozalbete, voy a filar el machete, imagina lo demás; partió como Satanás, trágicamente dispuesto, y al verlo fiero y molesto, ella se quedó temblando, y temiendo y suspirando, por la vida de Modesto. |  |  | Al otro día temprano, volvió el hombre del enojo, venia sudado rojo, con el machete en la mano, gritó se acabó el villano, que contigo me engañaba, verás que todo se acaba, pues clareando el horizonte, corte de raíz el monte, donde siempre te esperaba. |